# 甘南岩蕨
甘南岩蕨（学名：Woodsia macrospora）为岩蕨科岩蕨属下的一个种。

## 扩展阅读
- 維基物種上的相關：甘南岩蕨